# Takashi Ishimoto
Takashi Ishimoto (japonès: 石本 隆)  (Kōchi, 6 d'abril de 1935 - Kōchi, 1 de març de 2009) fou un nedador japonès, especialista en papallona, que va competir durant la dècada de 1950.
El 1956 va prendre part en els Jocs Olímpics d'Estiu de Melbourne, on va guanyar la medalla de plata, rere William Yorzyk, en els 200 metres papallona del programa de natació.
En el seu palmarès també destaquen tres medalles d'or als Jocs Asiàtics de Tòquio 1958, així com sis campionats japonesos de natació, tres en els 100 metres papallona (1956 a 1958) i tres en els 200 metres papallona (1955 a 1957). Durant la seva carrera esportiva va establir nombrosos rècords mundials en els 100 i 200 metres papallona i 4x100 metres estils.